# James Japp
L'ispettore James Japp è, assieme al capitano Hastings e Ariadne Oliver, il più fedele amico e collaboratore del detective belga Hercule Poirot, celebre personaggio letterario creato dalla scrittrice Agatha Christie.
Comparso per la prima volta nel 1920 in Poirot a Styles Court assieme ad Arthur Hastings, l'ispettore Japp, ispettore capo di Scotland Yard, rappresenta il classico ispettore di polizia che non sfrutta molto le cellule grigie (come ama fare Poirot) e cerca di arrivare alla soluzione del caso nel modo più breve e facile possibile, riscuotendo così la totale disapprovazione del detective belga e dello stesso capitano Hastings.
Nella serie di libri gialli scritti da Agatha Christie, l'ispettore Japp compare solamente in sette romanzi completi:
- Poirot a Styles Court
- Poirot e i quattro
- Il pericolo senza nome
- Se morisse mio marito
- Delitto in cielo
- La serie infernale
- Poirot non sbaglia

Tralasciando però tutti i racconti brevi, in cui compaiono sempre Poirot e il capitano Hastings.
Sullo schermo, nella serie inglese Poirot, ha trovato forma e volto in Philip Jackson.